# Argonavis
Argonavis (Eigenschreibweise ARGONAVIS) ist eine fiktive Rockband des früheren BanG-Dream!-Ablegers Argonavis from BanG Dream!.
Die Gruppe besteht aus den Synchronsprechern Masahiro Itō, Daisuke Hyūga, Seiji Maeda, Shohei Hashimoto und Shūta Morishima, welche bei Live-Konzerten in ihre jeweiligen Rollen aus dem Franchise schlüpfen. 
Das Debütalbum Starry Line erschien am 12. August 2020 über Bushiroad Music.

## Geschichte
Mitte Mai des Jahres 2018 wurde Argonavis from BanG Dream! als Ableger des Multimedia-Projektes BanG Dream! angekündigt. Mit Shūta Morishima, Seiji Maeda und Daisuke Hyūga, die allesamt bei der Talentagentur HiBiKi unter Vertrag stehen, wurden die ersten drei Synchronsprecher bekannt gegeben, die unter dem Namen Argonavis ihr erstes Konzert spielten. Die Gruppe wurde später um Masahiro Itō und Shohei Hashimoto erweitert.
Am 20. Februar 2019 wurde die erste Single Goal Line veröffentlicht, die auf Platz 34 in den japanischen Singlecharts einsteigen konnte. Auch die zweite Single, Starting Over/Gift, landete auf der 34 in den nationalen Singlecharts. Die dritte Single, Hoshi ga Hajimaru, die am 29. April 2020 veröffentlicht wurde, stieg in den japanischen Musikcharts ein und erreichte mit dem 17. Platz seine Höchstposition. Mit Voice/Manifesto brachte die Gruppe Mitte Januar 2020 ein Mini-Album heraus, bei dem die Gruppe Gyroaxia, die ebenfalls dem Franchise angehört, beteiligt ist. Am 12. August 2020 erschien mit Starry Line das Debütalbum der Band.
Am 22. Februar 2020 spielte die Gruppe ihr insgesamt zweites Konzert was zugleich ihr erster Auftritt in vollständiger Besetzung war. Dabei spielte die Gruppe mit RAISE A SUILEN, Miku Itō von Hello, Happy World!, Ami Maeshima von den Pastel＊Palettes, Sachika Misawa von Afterglow und Suzuko Mimori von Glitter*Green, die allesamt am Hauptprojekt BanG Dream! involviert sind. Das Konzert fand im Nippon Budōkan statt.

## Diskografie
Studioalben

| Jahr | Titel             | Höchstplatzierung, Gesamtwochen, AuszeichnungChartsChartplatzierungen (Jahr, Titel, Platzierungen, Wochen, Auszeichnungen, Anmerkungen) | Anmerkungen                                        |
| Jahr | Titel             | JP | Anmerkungen                                        |
| ---- | ----------------- | --- | -------------------------------------------------- |
| 2020 | Voice / Manifesto | JP31 (8 Wo.)JP | Erstveröffentlichung: 15. Januar 2020 mit Gyroaxia |
| 2020 | Starry Line       | JP3 (3 Wo.)JP | Erstveröffentlichung: 12. August 2020              |
| 2022 | Cyan              | JP20 (2 Wo.)JP | Erstveröffentlichung: 25. Mai 2022                 |